# Araknofobi
Araknofobi er angst for edderkopper. Det karakteristiske er, at reaktionen på edderkoppen er ude af proportion med den fare som araknofoben er udsat for.
Det er en enkeltfobi, der må betegnes som irrationel idet kun ganske få edderkopper er farlige for mennesker, og desuden er edderkopper kun yderst sjældent aggressive. I Danmark er der ingen edderkopper, der er farlige for mennesker, men enkelte kan dog give et smertefuldt bid.
Edderkopperne, som jo normalt er forholdsvis små, burde ikke være set som en trussel for mennesket eller i dyrenes verden, da størrelsen som regel er rationel, men det er dog et faktum at de fleste arter af edderkopper er giftige. Der er dog få, der har en virkning på mennesket og ingen arter i Danmark har denne virkning. Nogle arters gift er dog dødelig for mennesket, men disse arter lever langt fra Danmark. Endnu et faktum er, at edderkopper ikke er aggressive og er, ifølge undersøgelse, oftest mere bange for mennesket (som nævnt pga. størrelse). Hvis en edderkop angriber mennesket, er det et desperat forsøg for at slippe væk og derfor selvforsvar.
Man regner med, at man bliver araknofobisk ved enten selv at have en skræmmende oplevelse med edderkopper eller se andre reagere med angst på edderkopper, hvor det sidste sikkert er det mest almindelige. Det forklarer også, hvorfor små børn sjældent er bange for edderkopper, men pludselig kommer hjem fra børnehaven en dag og synes, at edderkopper er ulækre.
Dog har det vist sig i et studie publiceret i tidsskriftet Current Directions in Psychological Science, at mennesker er født med en egenskab, som gør, at vi hurtigt opdager kryb som edderkopper og slanger, og at vi lettere forbinder dem med noget negativt. Spædbørn reagerer derfor oftest negativt på et billede af en edderkop, før de har set en rigtig edderkop.
I modsætning til socialfobierne er en enkeltfobi som araknofobi forholdsvis nem at slippe af med igen fx ved kognitiv terapi.
Det er endnu uvist, hvad der gør at mennesket har denne fobi, men ifølge videnskaben kan det være pga. edderkoppens mange ben og som regel spinkle bygning.
En anden forklaring, som støttes af evolutionær psykologi, går ud på, at fobier er en overreaktion, som stammer fra vores tidlige forfædre. Da de ofte levede i farlige miljøer, var det derfor de mennesker med de gener, som gjorde dem bange for de farlige dyr, der overlevede og derfor kunne føre slægten videre. Araknofobi kan således være den pris, vi må betale for, at vores forfædre kunne overleve.